# 私の生まれた街
私の生まれた街（わたしのうまれたまち）はバンダイが2003年から2004年にかけてBトレインショーティーの姉妹品として発売した、昭和期の建物のミニチュアモデルである。通称「わたまち」。

## 概要と特色
昭和期（特に昭和30・40年代）の建物（但し、「一丁目」にはバスのモデルがある）を、当時の雰囲気の彩色とエージングで再現したショーティーデフォルメモデルである。本体である建物モデルに人形や電柱などの小物のモデルが付属する。
シリーズが登場順毎に「一丁目」「二丁目」「三丁目」「四丁目」とタイトルが付いていることと、それぞれにテーマが設けられていることが特色である。
商品自体は「四丁目」発売で今シリーズは終了した模様である。
なおBトレインショーティーの姉妹品で、スケールは1/150を名乗っているが、正しく適合していると言い難く実際には1/220に近い。

## 製品モデルの一覧
見出しの後にシリーズ毎のテーマを記す。（）内はモデルの屋号等で、特定の対象を指したものではない。

### 一丁目
2003年11月発売
- 建物編 - 大好きな場所
  - 駄菓子屋（山田商店）
  - 電器屋（山本電器）
  - 空き地（秘密基地）
  - 町工場（暁製作所）
  - 銭湯（亀の湯） - 男湯、女湯の2種類があるカットモデル
  - 長屋（岡本千代さん宅）
  - シークレット 交番

- 乗物編 - かっこいいバス
本シリーズ唯一の建物以外のモデルで、下記6事業者のボンネットバス日野BH-14とリアエンジンバス日野RB-10がモデル化されている。
  - 東京都交通局 - BH-14はグレーと淡緑、RB-10はクリームイエローに赤帯
  - 東京急行電鉄 - 車体裾が水色の旧塗色
  - 京成電鉄
  - 小田急バス - 車体に猟犬が描かれた旧塗色
  - 名古屋市交通局 - 緑の濃淡にクリーム色の旧塗色
  - 大阪市交通局 - 濃緑にクリーム色の旧塗色
  - シークレット 日野BH-14 第14回全日本自動車ショウ出典モデル

なお、乗物編は付属の小物モデルがランダムに6種類のうち1種類が封入されている。

### 二丁目
2004年3月発売
- 建物編 - 休みの思い出
  - 喫茶店（黎明）
  - 木造アパート（希望荘）
  - 角の中華（萬葉軒） - 角地にある中華料理店
  - 理容室（アオイ）
  - 映画館（宝映パレス） - 出入口部分のAとスクリーン部分のBに分割されたカットモデル
  - 駄菓子屋さん
  - 電器屋さん（横綱堂）
  - 空き地（秘密基地）
  - 町工場（島田鉄工所）
  - 長屋 -A（黒塀）、B（銀屋根）の2種類

「駄菓子屋さん」以下の6モデルは一丁目建物編の色違いモデルである。

### 三丁目
2004年7月発売
- 建物編 - 楽しい通学路、学校帰りの便利なお店
  - 校舎A - 木造校舎の正面玄関や時計台部分
  - 校舎B - 木造校舎の教室棟部分
  - 講堂 - フロア側のAとステージ側のBに分割されたカットモデル
  - 体育倉庫
  - 空地セット（三角ベース場）
  - 学校小物セットA（働く三輪車付）
  - 学校小物セットB（夢の国産車付）
  - 模型屋（サクラダモデル）
  - 本屋（キリン堂）
  - モルタルアパート（柏鵬荘）
  - 郵便局（東寿郵便局） - 楽しい通学路のみ
  - セブン-イレブン1号店（セブンイレブン豊洲店） - 学校帰りの便利なお店のみ
  - シークレット 神社
  - シークレット セブンイレブン1号店 開店時の花飾り付

### 四丁目
2004年10月発売
- 建物編 - 銀座通り商店街
  - ビフテキレストラン（ビストロ桜花）
  - 紳士服店（テーラーバロン）
  - 古書店（清雅堂）外灯付き
  - 文房具店（学友堂）外灯付き
  - 小料理屋（おきみ）＆焼き鳥（こんちゃん）電柱付き
  - ラーメン・もんじゃ（おかべ）電柱付き。
  - 寿司屋（寿司寿）外灯付き
  - 生蕎麦屋（長寿庵）電柱付き
  - 交番＆はたらく車セット - パトカー、救急車付きのセット
  - 薬局（鳳凰光燐堂）アーチ付き
  - 飲食店（スナック愛）アーチ付き
  - 煎餅豆菓子店（小鳩堂）石焼きいも車付き
  - シークレット パチンコ屋（楽天会館）

## 関連商品
- Bトレインショーティー
- ワーキングビークル